# Astérix en Bretaña
Astérix en Bretaña (en francés: Astérix chez les bretons) es el octavo libro de la historia de Astérix creada por René Goscinny y Albert Uderzo. Fue publicado de manera seriada a partir del número 307 de la revista francesa Pilote en 1965, y como álbum en 1966.
Este álbum ha sido adaptado dos veces al cine, en una adaptación en dibujos animados fiel al álbum original, Astérix en Bretaña (1986), y de una manera libre que resultó polémica[cita requerida] en la película de acción en vivo Astérix y Obélix al servicio de su majestad (2012) con Edouard Baer y Gerard Depardieu en los papeles principales.

## Argumento
Julio César ha conquistado toda Britania menos un pequeño pueblo que resiste al invasor, pero estos guerreros cansados van perdiendo y deciden mandar a Buentórax, primo hermano de Astérix, a conseguir algo de poción mágica y traerla para la resistencia.
Panorámix le prepara un enorme barril lleno de poción, y, dado que todo está muy tranquilo en la Galia, Astérix y Obélix acompañan a Buentórax de vuelta a su pueblo. Por el camino, atacan una embarcación romana y los romanos se enteran de su propósito, por lo que regresan y ponen a la ciudad en alerta. Sabiendo que los tres amigos habrán sido refugiados en un albergue, pero sin saber en cuál, los romanos deciden confiscar todos los barriles de vino de la ciudad, para conseguir también el de la poción. 
Astérix y Obélix logran infiltrarse en el palacio, donde están todos los barriles de la ciudad y, para no arriesgarse a quedarse mucho tiempo ahí, se llevan todos los barriles de su albergue para luego tratar de averiguar cuál es el de la poción. Pero les roba la carreta un ladrón que vende el vino por todas partes. Tras localizarlo, comienzan a seguir el rastro de los barriles, y encuentran el de la poción en un partido de rugby. Al intentar escapar con él, los romanos los atacan y lo destrozan, y el contenido se pierde en el río. 
Una vez en la aldea, Astérix toma unas hojas que Panorámix había conseguido en un país lejano y dice que va a preparar la poción con ellas. En realidad, son hojas de té, pero motiva a los guerreros bretones lo suficiente como para derrotar a los romanos.

## Caricaturas de famosos y homenajes
- The Beatles aparecen como un exitoso grupo de bardos bretones que vuelve locas a las muchachas del país.
- La vestimenta que usa el equipo de Camulodunum, nombre romano de la actual ciudad inglesa Colchester, es similar a la camiseta del equipo de fútbol local, el Colchester Rugby Football Club.

## Relaciones con otros álbumes
Solo seis bretones toman la poción mágica del druida Panorámix: Buentórax y Pipurrax (jugador de Camulodunum) en Astérix en Bretaña; y Buentórax, Zebigbos, Otorinolaringolix, Mac Onoterapix y Relax en Astérix en Córcega.